# Adelco Lanza
Adelco Lanza (Buenos Aires, Argentina; ? - Idem; 2012) fue un coreógrafo, bailarín y actor de reparto de cine, teatro y televisión argentino.

## Carrera artística
Se inició profesionalmente como bailarín del Teatro Maipo tras integrar el Maipo Ballet en 1953 del primer coreógrafo y bailarín Ángel Eleta, y teniendo como compañera a la vedette Hilda Mayo. Allí tuvo la oportunidad de compartir escenarios con colosas figuras de la escena nacional como Dringue Farías, Carlos Castro, Sofía Bozán, Adolfo Stray y María Esther Gamas.
Lanza es un actor secundario cómico de una amplia trayectoria en el medio cinematográfico junto a primeras figuras de la escena nacional argentina como José Marrone, Isabel Sarli, Alberto Olmedo, Susana Traverso, Víctor Bó, Juan Verdaguer, Jorge Barreiro, Elena Lucena, Vicente Rubino, Amelia Bence, Antonio Prieto, entre otros. Generalmente se hizo públicamente conocido por encarnar a mucamos o al mítico sirviente homosexual de nombre Manolo que aparece por primera vez en 1965, con el film La mujer del zapatero.
Iniciado como coreógrafo personal de la primera vedette y actriz Isabel Sarli, pasó a ser su amigo tanto en la vida real como en la ficción. Su personaje de Manolo fue igual de censurado y perseguido durante la dictadura militar como los desnudos de Sarli.
Trabajó en filmes bajo la dirección de Armando Bó, Jorge Polaco, entre otros. Como coreógrafo integró del cuerpo de baile de la película Vigilantes y ladrones de 1952, con los Cinco Grandes del Buen Humor.

## Filmografía
Como actor:
- 1961: Favela
- 1963: Pelota de cuero (Historia de una pasión)
- 1963: Alias Flequillo
- 1964: La industria del matrimonio
- 1965: La mujer del zapatero
- 1967: La señora del Intendente
- 1972: Fiebre
- 1974: Intimidades de una cualquiera
- 1974: Crimen en el hotel alojamiento
- 1977: Una mariposa en la noche
- 1977: Tiempos duros para Drácula
- 1979: El último amor en Tierra del Fuego
- 1980: Una viuda descocada
- 1987: Susana quiere, el negro también!
- 1996: La dama regresa
- 1997: Argentina bizarra (cortometraje)[4]

Como coreógrafo:
- 1951: El patio de la morocha o Arriba el telón
- 1952: Vigilantes y ladrones
- 1964: La diosa impura
- 1964: El Club del Clan
- 1969: Desnuda en la arena

## Televisión
En televisión, entre 1952 y 1954, se desempeñó en la coreografía de un programa dirigida por Miguel de Calasanz y auspiciado por Kacemaster, con Paulette Christian, Argentinita Vélez, Jolly Land y las atracciones cómicas Pedro Quartucci y Marcos Caplán. Fue contratado a principio de la década del '60 por Canal 4 de Montevideo para dirigir un show de televisión, que en esa época iba en vivo como la mayoría de los programas.

## Publicidad
Además de la TV, el cine y el teatro, Adelco hizo innumerables comerciales junto a su amigo personal Nono Pugliese, con quien llegó a ganar la Palma de Oro en Francia.

## Teatro
- Tentaciones peligrosas (1953)
- Aquí llegan los fenómenos (1953)
- Buenos Aires es así (Buenos Aires tal cual es) (1953)
- La francesa pisó el palito (1971), junto con Alfredo Barbieri, Pablo Palitos, Guillermo Rico, May Avril, Elba Berón y Marilú Ferrari.[7]
- Los disfrazados (1975), donde trabajó como coreógrafo, con Roberto Airaldi, Rodolfo Brindisi y Beto Gianola.
- Violado y abandonado (1980), estrenado en el Teatro Maipo, junto a Luis Aguilé.
- La farsa de Pocus, donde trabajó como coreógrafo, con Wagner Mautone, Ana María Palumbo, Patricia Galotta, Rubén Pérez Borau, Ernesto Arias. Mónica Salib. Raúl Arteaga y Hugo Trunzo.
- Viva el varieté (1995), con Mónica Lander, Delfor Medina, Raúl Carrel y Lucila Duarte.
- Las calles de Madrid (2002), con el cual ganó un premio como mejor coreografía otorgado por Argentores.
- El Show de Las Pons-Pons (2004), junto a Norma Pons y Mimí Pons.
- Moreno esquina D'Elía (2008), junto con Daniel Alegre, Roberto Bascoy, Denise Bell, Pablo Dellocchio, Golo, Daniel González, Cayetano Pitrella y Giselle Segovia.
- Narcisa Garay, mujer para llorar (2009), junto con Liliana Benard, Cristina Buis, Jorge Cavanet, Jorge Chao, Bety Cosoy, Teresa del Río, Cielito Flores, Mariquita Gallegos, Julio Gini , Gilberto Rey, Olga Silveyra, Marlene Spindler y Magdalena Viola.[8]